# Neugrund (krater)

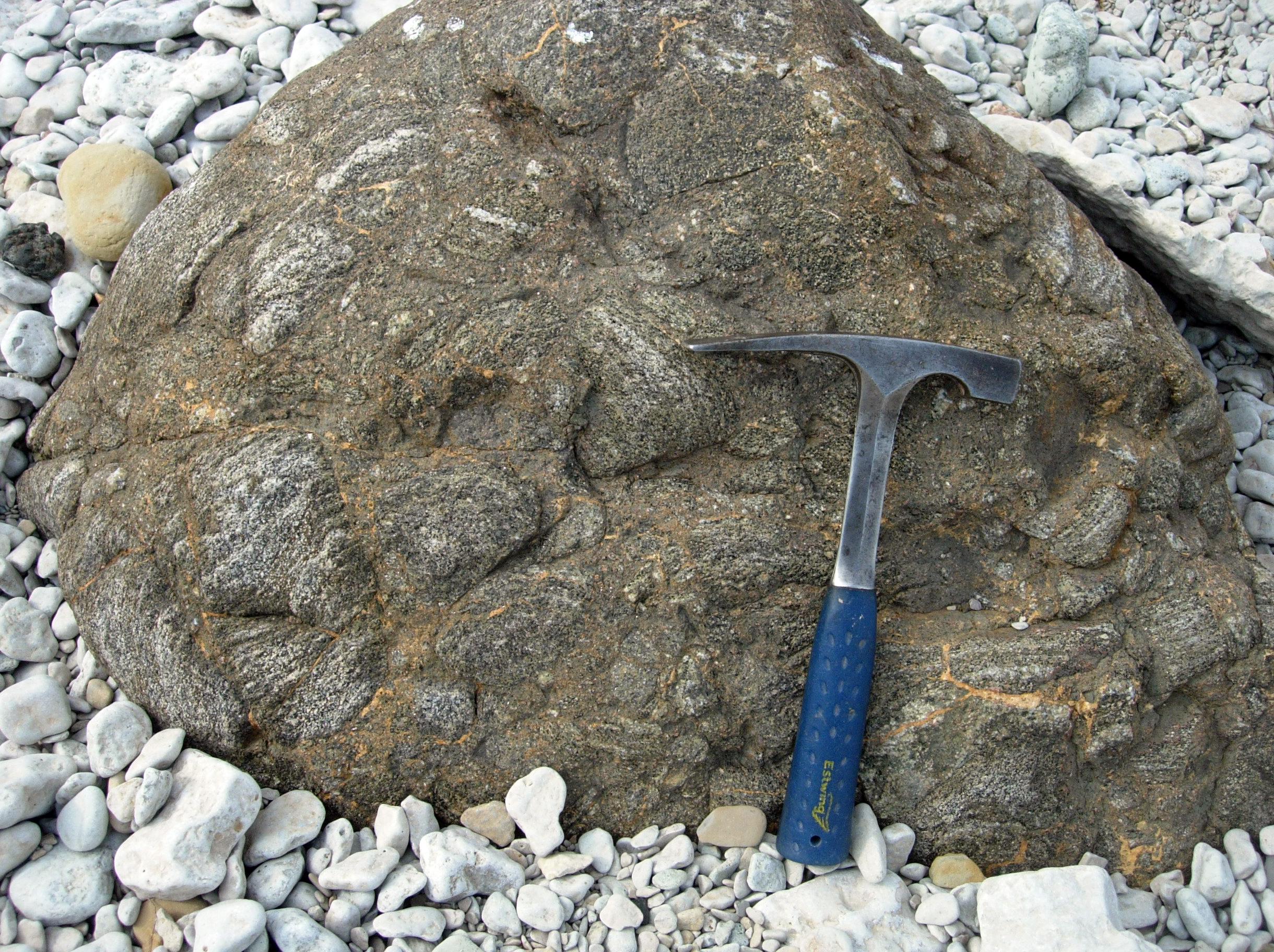
Brekcja gnejsowa na wyspie Omussaar

Neugrund – krater uderzeniowy położony u wybrzeża Estonii w Zatoce Fińskiej, pomiędzy wyspami Osmussaar i Krassi saar. Jest doskonale zachowany, ale nie jest widoczny ponad powierzchnią morza.
Krater ma 8 km średnicy i powstał około 535 milionów lat temu, w kambrze, w skałach osadowych na dnie płytkiego morza epikontynentalnego. Utworzyło go upadające małe ciało Układu Słonecznego o średnicy ok. 400 m. Został rozpoznany w latach 1995-1998 i zbadany różnorodnymi metodami geofizycznymi, w tym sonarowo, poprzez profilowanie sejsmiczne oraz za pomocą wyposażonego w kamery robota. Skały z tego krateru, przemieszczone przez lodowce, są znajdowane na obszarze 10 000 km².